# Rosa zakatalensis
Rosa zakatalensis — вид рослин з родини розових (Rosaceae); ендемік Азербайджану.

## Поширення
Ендемік Азербайджану, в ущелині Ахах.
Зростає в чагарниках з видами Crataegus, Cornus та Rubus у середньому та верхньому поясах гір.

## Загрози
Збір плодів місцевим населенням визнається загрозою виду.